# Rugby Park Stadium
Rugby Park è un impianto sportivo multifunzione di Invercargill, in Nuova Zelanda.
Nato nel 1908 come terreno e club house della federazione provinciale rugbistica di Southland, è il più meridionale degli stadi del Super Rugby nonché uno dei più meridionali ad avere ospitato incontri internazionali, benché nessuno degli All Blacks: ospitò infatti due edizioni della Coppa del Mondo di rugby, nel 1987 e nel 2011 per complessivi 4 incontri.
Proprietario dello stadio è, dal 2015, il consiglio comunale di Invercargill, che ne ha affidato la gestione a una propria società, Invercargill Venue & Events Management Ltd (IVEM).

## Storia
A inizio XX secolo l'unione provinciale di rugby di Southland acquistò 13 acri (~52000 m²) di terreno al prezzo di 1360 £; il costo totale dell'impianto, compreso quello d'acquisto del terreno, fu di quasi 3900 £, la metà delle quali coperto da Southland.
Il 29 aprile 1908 il Rugby Park fu inaugurato con la disputa di due incontri locali di rugby.
Benché nel corso della sua vita lo stadio sia stato utilizzato raramente a livello internazionale, tuttavia ha ospitato selezioni estere in occasione degli incontri infrasettimanali dei tour dei visitatori in Nuova Zelanda, in particolare quella dei British Lions: una prima volta nel 1930 quando la formazione interbritannica vinse 9-3, ma quando vent'anni dopo, nel 1950, si ripropose l'incontro nel corso del primo tour del dopoguerra in Nuova Zelanda, Southland vinse 11-0.
Si dovette attendere la Coppa del Mondo 1987 per assistere a un full international a Rugby Park: il 3 giugno di quell'anno il Galles ivi batté il Canada per 40-9 nell'unico incontro tenuto in tale impianto in quell'edizione di mondiale.
Con l'avvento del professionismo nel rugby a 15 e la nascita, nell'emisfero Sud, delle franchise che disputano il campionato del Super Rugby, Southland divenne, insieme a Otago, provincia che fornisce giocatori agli Highlanders di Dunedin; la squadra occasionalmente disputa incontri interni anche al Rugby Park e, dal 2015, esiste un impegno per disputarvi almeno un incontro di Super Rugby a stagione.
Per quanto riguarda altri sport, lo stadio fu saltuariamente, e per diverso tempo, il terreno interno del club calcistico del Southland Spirit FC fino alla sua chiusura nel 2011.

## Incontri di rilievo

### Rugby a 15
| Arbitro: | David Bishop |

|                   |      |                                                                              |
|                   | mt   | 3’, 43’, 65’, 79’ I. Evans 49’ Bowen 57’ Devereux 67’ Hadley 80’ A. Phillips |
|                   | tr   | 3’, 43’, 49’, 65’ Thorburn                                                   |
| Rees 1’, 26’, 34’ | c.p. |                                                                              |

| Arbitro: | Dave Pearson |

|                                       |      |                                    |
| Blair 7’ Ansbro 21’ Danielli 75’, 78’ | mt   | 40’ Lazăr 67’ Carpo                |
| Paterson 22’                          | tr   | 68’ Dimofte                        |
| Paterson 5’, 38’, 53’, 71’            | c.p. | 12’, 23’ Dumbravă 54’, 61’ Dimofte |

| Arbitro: | George Clancy |

|                          |      |                        |
| Parks 23’, 32’, 70’, 75’ | c.p. | 17’, 72’ Kvirikashvili |
| Parks 38’                | drop |                        |

| Arbitro: | Steve Walsh |

|                                                                                     |      |             |
| Fernández 5’ Leguizamón 9’ Figallo 21’ González Amorosino 29’ Imhoff 64’ Fessia 72’ | mt   | 32’ Cazan   |
| Rodríguez Gurruchaga 6’, 10’, 29’, 65’, 73’                                         | tr   |             |
| Rodríguez Gurruchaga 44’                                                            | c.p. | 14’ Dimofte |